# Blindia maxwellii
Blindia maxwellii là một loài rêu trong họ Seligeriaceae. Loài này được Vitt mô tả khoa học đầu tiên năm 1971.